# Apelo do comitê central da guarda nacional do 25 de março de 1871
O apelo do comitê central da guarda nacional do 25 de março de 1871, é uma chamada à vigilância e à reflexão emitida pelo Comitê central da Guarda nacional e divulgado através de cartazes para os eleitores parisienses na véspera das eleições municipais de 26 de março de 1871.
Este apelo foi feito durante um período de insurreição na história de Paris chamado Comuna de Paris. A Comuna de Paris durou dois meses, a partir de 18 de março até 28 de maio de 1871 (tendo sido encerrada pela sangrenta Semana do 21 ao 28 de maio). Esta revolta contra o governo realizada pela Assembleia nacional que acabara de ser eleita por um sufrágio universal masculino, veio a propor à cidade uma organização parecida com uma autogestão. Ela foi, em primeiro lugar, uma reação à derrota francesa na Guerra franco-alemã de 1870.
O Comitê central da Guarda nacional teve um papel importante na organização da revolta. Poucas semanas após a sua instalação no edifício da câmara municipal, a Comissão organizou eleições municipais para o dia 26 de março.

## O texto do apelo
| “ | CIDADÃOS | ” |

Nossa missão está terminada: daremos nosso lugar na Câmara Municipal aos recém-eleitos, aos seus mandatários de direito. Auxiliados pelo seu patriotismo e sua dedicação, conseguimos concluir com sucesso o trabalho árduo realizado em seu nome. Obrigado pelo seu apoio contínuo; A solidariedade não é mais uma palavra vazia: a salvação da República é assegurada. Se nossos conselhos podem ter algum peso em suas resoluções, permita a estes seus zelosos servos informar, antes do escrutínio, o que esperamos  da votação de hoje.
| “ | CIDADÃOS | ” |

não percam de vista o fato de que os homens que melhor os servirão são aqueles que vocês escolhem dentre vocês, vivendo a mesma vida, sofrendo dos mesmos males.
Desconfiem dos ambiciosos e dos bem sucedidos; ambos consideram apenas seus próprios interesses e acabam sempre por se considerar indispensáveis.
Desconfiem também dos falastrões, incapazes da ação; eles sacrificarão tudo por um belo discurso, por uma bela oratória ou por uma palavra espiritual.
Evitem também os afortunados, pois muito raramente aquele que possui fortuna está disposto a considerar o trabalhador como um irmão.
Finalmente, busquem homens de convicções sinceras, homens do povo, resolvidos, ativos, com retidão e uma honestidade reconhecida.
Prefiram aqueles que não procuram seu voto (o verdadeiro mérito é modesto) e cabe aos eleitores escolher seus candidatos, e não a eles de se candidatarem.
Estamos convencidos de que, se vocês levarem em conta essas observações, vocês finalmente terão inaugurado a verdadeira representação popular, vocês terão encontrado representantes que nunca se considerarão como seus donos.

## Política francesa
O texto foi usado por Olivier Besancenot como justificativa a sua não candidatura à eleição presidencial de 2012 através do Novo Partido Anticapitalista.